# Club de Deportes Santiago Morning
Il Club de Deportes Santiago Morning è una società calcistica cilena, con sede a La Pintana. Milita nella Liga Chilena de Fútbol Primera División, la massima serie del calcio cileno.

## Storia
Fondato il 16 ottobre del 1903, in più di cento anni di storia ha vinto un campionato nazionale.

## Palmarès

### Competizioni nazionali
- Campionato cileno: 1

1942
- Primera B: 3

1959, 1974, 2005

### Altri piazzamenti
- Campionato cileno:

Secondo posto: 1939, 1941
- Copa Chile:

Finalista: 2000
Semifinalista: 2009
- Primera B:

Secondo posto: 1957, 1958, 1981
Terzo posto: 1998, 2007

## Rosa 2018-2019
| N. |                      | Ruolo | Calciatore          |
| -- | -------------------- | ----- | ------------------- |
| 1  | Cile (bandiera)      | P     | Víctor Guzmán       |
| 2  | Cile (bandiera)      | D     | Felipe König        |
| 3  | Cile (bandiera)      | D     | Cristóbal Parry     |
| 4  | Cile (bandiera)      | D     | Nozomi Kimura       |
| 5  | Cile (bandiera)      | D     | Cristóbal Cáceres   |
| 6  | Cile (bandiera)      | D     | Sebastián Contreras |
| 7  | Cile (bandiera)      | A     | Nicolás Palma       |
| 8  | Cile (bandiera)      | A     | Leonardo Espinoza   |
| 9  | Argentina (bandiera) | A     | David Escalante     |
| 10 | Argentina (bandiera) | A     | Óscar Ortega        |
| 11 | Cile (bandiera)      | C     | Alfredo Rojas       |
| 12 | Cile (bandiera)      | P     | Ángelo Astorga      |
| 13 | Cile (bandiera)      | C     | Sebastián Pino      |
| 14 | Cile (bandiera)      | C     | Alejandro Castillo  |
| 15 | Cile (bandiera)      | D     | Moisés Vásquez      |
| 16 | Cile (bandiera)      | C     | Roberto Reyes       |

| N. |                    | Ruolo | Calciatore         |
| -- | ------------------ | ----- | ------------------ |
| 17 | Cile (bandiera)    | C     | Gonzalo Reyes      |
| 18 | Cile (bandiera)    | C     | Manuel Simpertegui |
| 19 | Cile (bandiera)    | A     | Alan González      |
| 20 | Cile (bandiera)    | A     | Carlos Paredes     |
| 21 | Cile (bandiera)    | C     | Daniel Faúndez     |
| 22 | Cile (bandiera)    | D     | Diego Cerón        |
| 23 | Cile (bandiera)    | C     | Jorge Gatíca       |
| 24 | Cile (bandiera)    | D     | Jaime Gaete        |
| 25 | Uruguay (bandiera) | C     | Nicolás Díaz       |
| 26 | Cile (bandiera)    | P     | Hernán Muñoz       |
| 27 | Haiti (bandiera)   | D     | Ricardo Adé        |
| 32 | Cile (bandiera)    | A     | Osvaldo Paillacán  |
|    | Cile (bandiera)    | C     | Gonzalo Villagra   |
|    | Cile (bandiera)    | C     | Renato González    |
|    | Cile (bandiera)    | P     | Franco Cabrera     |
|    | Cile (bandiera)    | C     | José Luis Jiménez  |

## Rosa 2016-2017
| N. |                      | Ruolo | Calciatore          |
| -- | -------------------- | ----- | ------------------- |
| 1  | Cile (bandiera)      | P     | Víctor Guzmán       |
| 2  | Cile (bandiera)      | D     | Felipe König        |
| 3  | Cile (bandiera)      | D     | Cristóbal Parry     |
| 4  | Cile (bandiera)      | D     | Nozomi Kimura       |
| 5  | Cile (bandiera)      | D     | Cristóbal Cáceres   |
| 6  | Cile (bandiera)      | D     | Sebastián Contreras |
| 7  | Cile (bandiera)      | A     | Nicolás Palma       |
| 8  | Cile (bandiera)      | A     | Leonardo Espinoza   |
| 9  | Argentina (bandiera) | A     | David Escalante     |
| 10 | Argentina (bandiera) | A     | Óscar Ortega        |
| 11 | Cile (bandiera)      | C     | Alfredo Rojas       |
| 12 | Cile (bandiera)      | P     | Ángelo Astorga      |
| 13 | Cile (bandiera)      | C     | Sebastián Pino      |
| 14 | Cile (bandiera)      | C     | Alejandro Castillo  |

| N. |                    | Ruolo | Calciatore         |
| -- | ------------------ | ----- | ------------------ |
| 15 | Cile (bandiera)    | D     | Moisés Vásquez     |
| 16 | Cile (bandiera)    | C     | Roberto Reyes      |
| 17 | Cile (bandiera)    | C     | Gonzalo Reyes      |
| 18 | Cile (bandiera)    | C     | Manuel Simpertegui |
| 19 | Cile (bandiera)    | A     | Alan González      |
| 20 | Cile (bandiera)    | A     | Carlos Paredes     |
| 21 | Cile (bandiera)    | C     | Daniel Faúndez     |
| 22 | Cile (bandiera)    | D     | Diego Cerón        |
| 23 | Cile (bandiera)    | C     | Jorge Gatíca       |
| 24 | Cile (bandiera)    | D     | Jaime Gaete        |
| 25 | Uruguay (bandiera) | C     | Nicolás Díaz       |
| 26 | Cile (bandiera)    | P     | Hernán Muñoz       |
| 27 | Haiti (bandiera)   | D     | Ricardo Adé        |
| 32 | Cile (bandiera)    | A     | Osvaldo Paillacán  |

## Rosa 2009-2010
| N. |                      | Ruolo | Calciatore           |
| -- | -------------------- | ----- | -------------------- |
| 1  | Cile (bandiera)      | P     | Víctor Loyola        |
| 2  | Cile (bandiera)      | D     | Washington Lopez     |
| 3  | Cile (bandiera)      | D     | Washington Torres    |
| 4  | Cile (bandiera)      | D     | Cristian Febre       |
| 5  | Argentina (bandiera) | D     | Alejandro Kruchowski |
| 6  | Cile (bandiera)      | D     | Cristián Basaure     |
| 7  | Argentina (bandiera) | C     | Fernando Manríquez   |
| 8  | Cile (bandiera)      | C     | Miguel Hernández     |
| 9  | Argentina (bandiera) | A     | Diego Rivarola       |
| 10 | Cile (bandiera)      | C     | Esteban Paredes      |
| 11 | Cile (bandiera)      | A     | Claudio Videla       |
| 12 | Cile (bandiera)      | P     | Jaime Caro           |
| 13 | Cile (bandiera)      | D     | Luis Peña            |
| 14 | Cile (bandiera)      | C     | Luis Valenzuela      |

| N. |                      | Ruolo | Calciatore           |
| -- | -------------------- | ----- | -------------------- |
| 15 | Argentina (bandiera) | D     | Maximiliano Mirabet  |
| 16 | Cile (bandiera)      | C     | Fernando Abarca      |
| 17 | Cile (bandiera)      | C     | Sebastián Muñoz      |
| 18 | Cile (bandiera)      | C     | Néstor Contreras     |
| 20 | Cile (bandiera)      | C     | Francisco Huaiquipán |
| 21 | Cile (bandiera)      | C     | Luis Martínez        |
| 22 | Cile (bandiera)      | C     | Juan Ramon Orellana  |
| 23 | Cile (bandiera)      | D     | José Barrera         |
| 24 | Cile (bandiera)      | A     | Felipe Díaz          |
| 25 | Cile (bandiera)      | A     | Jose Luis Uribe      |
| 26 | Cile (bandiera)      | A     | Roque Arancibia      |
| 27 | Cile (bandiera)      | A     | Marco Moscoso        |
| 29 | Cile (bandiera)      | A     | Andres Oroz          |

## Giocatori celebri
- Mauricio Arias
- Esteban Paredes
- Héctor Santibáñez